# 武州ガス
- 武州ガス
- 武州瓦斯

武州ガス株式会社（ぶしゅうガス、英: BUSHU GAS CO.,LTD.、登記上の商号: 武州瓦斯株式会社）は、主に埼玉県西部地区を営業区域とするガス事業者である。そのほかの事業として、農業、太陽光発電、コインランドリー、ウナギ養殖、不動産も手がけている。

## 本社所在地
- 埼玉県川越市田町32-12

## 沿革
- 1926年（大正15年）10月 - 資本金100万円で設立される[2]。
- 1928年（昭和3年）2月 - 川越市内510戸に石炭ガスの供給を開始する[2]。
- 1959年（昭和34年）3月 - 旧上福岡市（現ふじみ野市）に石炭ガス工場を建設する[2]。(1976年3月に売却）
- 1959年（昭和34年）5月 - 旧上福岡市にガスの供給を開始する[2]。
- 1961年（昭和36年）4月 - 旧入間郡大井町（現ふじみ野市）にガスの供給を開始する。
- 1973年（昭和48年）4月 - 狭山市にガスの供給を開始する[2]。
- 1975年（昭和50年）10月 - 本社に有効容量3万m3の球型ガスホルダー1基を設置する[2]。
- 1985年（昭和60年）7月 - 天然ガス中圧輸送導管を新設する（所沢～狭山間）[2]
- 1985年（昭和60年）8月 - 天然ガスの供給を開始する[2]。
- 1990年（平成2年）8月 - 熱量の変更が全戸完了する[2]。
- 1995年（平成7年）12月 - 川越供給所に有効容量19万8千m3の球型ガスホルダー1基を設置する[2]。
- 2004年（平成16年）8月 - 埼玉県と「廃棄物不法投棄の情報提供に関する協定」を締結する[2]。

## 供給区域
- 埼玉県川越市・所沢市・狭山市・ふじみ野市・鶴ヶ島市・日高市・飯能市・川島町・吉見町・毛呂山町・小川町[3]

## 関連企業
- 株式会社ビージーエンジニアリング[4]
- 株式会社ビージーサービス[4]
- 株式会社ビージーシステム[4]
- 武州興産株式会社[4]
- 武州オートスタンド株式会社[4]
- 武州産業株式会社[4]
- 坂戸ガス株式会社[4]

## その他
- かつて本社近くにあったガスホルダーには本社が置かれる川越市にちなんで「時の鐘」が描かれていた。